# Joseph Henry Adams
Joseph Henry Adams (* 1863 in Birmingham; † 6. Mai 1938 in Worthing, Sussex, Vereinigtes Königreich) war ein britischer Dirigent, Organist und Komponist.

## Leben
Joseph H. Adams’ Lehrer waren die englischen Komponisten und Dirigenten Alfred Robert Gaul (1837–1913) und William Cole Stockley (1830–1919). Gesang studierte er bei Jack Pearce und Charles Santley. Im Oktober 1891 gewann er unter dem Pseudonym Astoria mit Bless the Lord all his works einen Kompositionswettbewerb der Philharmonic Society in Belfast. 1893 leitete er die Aston Choral Society. Daneben leitete er die King’s Heath Choral Society. Mit der Astor Choral Society führte er regelmäßig Oratorien und Kantaten wie Messiah und Judas Maccabaeus von Georg Friedrich Händel, Haydns Die Schöpfung, Mendelssohns Elias, Ten Virgins und Joan of Arc von Gaul und Gades Crusaders auf. Später leitete er als Nachfolger von George Halford (1858–1933) über vierzig Jahre die Birmingham Choral and Orchestral Union. Mit ihr führte er neben dem üblichen Chorrepertoire konzertant zeitgenössische Opern und Kantaten auf - Arrigo Boitos Mefistofele im Dezember 1898, im Februar 1903 und im April 1913 Mascagnis Cavalleria rusticana, im Oktober 1908 Dvořáks Geisterbraut, im November 1909 und 1918 Edward Germans Merrie England und im Februar 1911 und 1917 Julius Benedicts Lily of Killarney. Er leitete daneben weitere Ensembles wie den Birmingham Madrigal Choir und die Sutton Coldfield Choral Society, mit der er 1908 Arthur Sullivans Golden Legend und 1909 Elgars King Olav aufführte. Der Leaminton Spa Courier schrieb am 14. April 1911 im Rahmen der Berufung Adams zum Dirigenten des Warwickshire County Choir beim Crystal Palace Festival of Empire, dass es in den Musikkreisen Birminghams keine populärere Person als ihn gäbe („no more popular man“). 1915 und 1916 folgten Aufführungen von Gounods Faust, Tom Jones von Edward German und Maritana von William Vincent Wallace.
Zu Beginn des Jahres 1938 legte er aus gesundheitlichen Gründen die Leitung der Birmingham Choral André Orchestral Association nieder und ließ sich in Worthing nieder. Hier starb er am 6. Mai des Jahres und wurde zwei Tage später am 8. Juni in Worthing bestattet. Seine bedeutendste musikalische Komposition King Connor, eine Ballade für Bariton, Chor und Orchester, wurde 1905 vom Birmingham Festival Chorus uraufgeführt. Es folgten nach einer Aufführung im Crystal Palace in London noch Aufführungen vieler britischer Chorgesellschaften. Die Uraufführung des „Psalm of Praise“ unter seiner Leitung wurde 1927 im Rundfunk übertragen. Adams war prominenter Freimaurer und wirkte als Organist bei diversen Logen. 42 Jahre war er Mitglied der Temperidge Lodge. Bei vielen britischen Musikfestivals wie dem walisischen Eisteddfod wirkte er als Juror. Mit seiner Ehefrau Emma Jane Adams hatte er einen Sohn und zwei Töchter.

## Werke (Auswahl)
- Sing to the Lord. Anthem for festival or general use, Novello, Ewer & Co, London & New York, 1887 OCLC 497049131
- Market Day, Song, Text: Lindsay Lennox, A. Adams, Birmingham, London, 1891 OCLC 497048653
- The Children’s Prayer, Song, Text: Lindsay Lennox, H. Beresford, London, 1891 OCLC 497048108
- The Heavenly Choir. Song, Text: Lindsay Lennox, A. Adams, Birmingham, London, 1891 OCLC 497048382
- Behold the Sun. Anthem for four voices, Novello, Ewer & Co, London, 1891 OCLC 497047987
- The welcome sail, Song, Text: Alfred Allen Brockington, H. Beresford, London, 1892 OCLC 497049342 OCLC 1253786821
- Bless the Lord, o my soul, für Soli, Chor und Orchester, Text: Psalm 103, J. Curwen & Sons, London, 1893[5], 1907 OCLC 614468662 OCLC 1118246804 OCLC 1114236456 Joseph Adams Music Pub., Birmingham, 1922 OCLC 1114236456  W. Paxton, London, 1922 OCLC 22748538(Digitalisat der Sibley Music Library der Eastman School of Music der University of Rochester)
- Galilee. Sacred Song, mit Violin- , Flöten- und Cellobegleitung, ad libitum, Text: Joseph H. Adams, C. Tuckwood, London, 1894 OCLC 497048229 Ascherberg, Hopwood & Crew OCLC 864780484 (Digitalisat beim IMSLP)
- The old wanderer, Song, Text: Lindsay Lennox, H. Beresford, London, 1894 OCLC 497048742 OCLC 1253855845
- A Knight of Old. Song, Text: Clifton Bingham, H. Beresford, London, 1895 OCLC 497048533
- Behind the Veil. Song, Text: Clifton Bingham, J.B. Cramer & Co, London, 1895 OCLC 497047950
- Eternal Day No. 1 in C, Song, Text: Wilfrid Mills, Charles Tuckwood, London, 1895 OCLC 497048533 OCLC 35511586
- A day in summer, a juvenile cantata specially composed for the use of schools and classes or juvenile concerts and entertainments, für Solostimmen (Sopran, Alt), Chor (Sopran, Alt) und Klavier, Text: Antony Templemore, Novello, Ewer & Co, London, 1896 OCLC 497048168 OCLC 49984659 OCLC 1062109709 OCLC 497048141
- I will give you Rest, Song, Text: Joseph H. Adams, Orsborn & Co, London, 1896 OCLC 497048441
- The Vesper Hymn, Song, Text: Stanhope Gray, Incipit: Abide with me, Orsborn & Co, London, 1896 OCLC 497049317 OCLC 223352306
- Titania. Grande Valse de Concert für Klavier, E. Ashdown, London, 1896 OCLC 497049304
- While all the World is sleeping, Song, Text: Joseph H. Adams, Phillips & Page, London, 1896 OCLC 497049357
- Sunshine on the River, Song, Text: A. Horspool, H. Beresford, London, Birmingham, 1897 OCLC 497049299
- The Man of Sorrows, Song, Text: Wilfrid Mills, H. Beresford, London, 1897 OCLC 497048641 Hatch Music Co., Philadelphia, 1899 OCLC 44463426 OCLC 44463426 1920 OCLC 498256487
- Silver Wings, Song, Text: A. Horspool, Orsborn & Co, London, 1897 OCLC 497049102
- The gladiator, Song für Bass oder Bariton, Text: A. Horspool,  vor 1897[25] Edwin Ashdown, London OCLC 156668859 David Wilcox, London OCLC 60771413
- The Vision Divine, Text: Wilfrid Mills, Ricordi André Co., London, 1897[26][27]
- All Thy Works praise Thee, O God, Anthem, Sight-Singing Test Piece, Weekes & Co, London, 1898 OCLC 497047883
- Stand by the old flag, Song, Text: G.P. Lempriére, W. Morley & Co, London, 1898 OCLC 497049226 als Marsch für Klavier bearbeitet von Joseph H. Adams, W. Morley & Co, London, 1898 OCLC 497049236 OCLC 1117935411
- The Children’s Friend, Song, Text: Antony Templemore, Phillips & Page, London, 1898 OCLC 497048096 OCLC 845350803
- Faithful unto Death, Song, Text: Antony Templemore, Evans & Co, London, 1898 OCLC 497048209
- The Answer of your Heart, Song, Text: Clifton Bingham, C. Tuckwood, London, 1899 OCLC 497047900
- A Song of Thanksgiving, Sacred Cantata op. 4, Uraufführung im November 1899[28], J. Curwen & Sons, London, 1926 OCLC 1061634570
- A Venetian Love Song, Ricordi and Co., 1899[29]
- The Glad New Song, Text: T. Nicholas Knight, Egerton & Co., 1899[30]
- To be Love by You, Song, Text: Clifton Bingham, E.Achersberger & Co., 1899[31]
- The Anthem celestial, Anthem, Song mit Violinbegleitung ad libitum, Text: A.H. Hyatt, E. Ashdown, London, 1900 OCLC 497047914 OCLC 497047926 1901 OCLC 1298769045
- A Glimpse of Heaven, Song, Text: G. Hadath, E. Ashdown, London, 1900 OCLC 497048298
- Sun of my Soul, Sacred Song, Text: John Keble, Novello and Co, London, 1900 OCLC 497049258 1901 OCLC 497049267 für gemischten Chor (Sopran, Alt, Tenor, Bass), Novello, London, 1901 OCLC 638197866 OCLC 497049275 In Extra Supplement: Sun of My Soul der The Musical Times, Band 54 , Nr. 850 (1. Dezember 1913), Seiten 1–8 (Digitalisat bei JSTOR) Novello, London, 1934 OCLC 222142290
- Sacred songs, W. Paxton & Co, London, 1900 OCLC 22999793 I Behold the dawn. Text: E. Teschenmacher, Novello and Co, London, 1910 OCLC 497047971II Divine love. Text: H.J. Brandon, Novello and Co, London, 1911 OCLC 497048196 III Gentle Shepherd, Song, Text: Wilfrid Mills, Novello, London, 1901 OCLC 497048262 Joseph Adams Music Pub. Co, Birmingham OCLC 30312768
- IV The Lord is my Shepherd, Sacred Song, Text: Psalm 23, Novello and Co, London, 1906 OCLC 497048594 OCLC 642616880V Nazarene VI Sun of my soul
- I wait your coming, Song, Text: J.Anthony McDonald, Leonard & Co, London, 1901 OCLC 497048431
- The First Easter Morn, Song mit Flöte oder Violine und Violoncello ad libitum, Text: Joseph H. Adams, The Orpheus Music Publishing Co, London, 1901 OCLC 497048217
- Star of the South, Song, Text: Clifton Bingham, opwood & Crew, London, 1901 OCLC 497049245
- A Burmese Love Song, Text: H. Manley, Hopwood & Crew, London, 1902 OCLC 497048058
- My kingdom, Song, Text: J. Anthony Mc Donald, Novello, London, 1902 OCLC 497048685 OCLC 1120013459 OCLC 772973115
- Myrtle. A River, Idyl, Text: K.M. Luck, Leonard & Co, London, 1902 OCLC 497048698
- Sunrise, Song für vierstimmigen, gemischten Chor, Text: J. Anthony Mc Donald, 1902 OCLC 497049289
- Two Songs. Novello and Co, London und 1903/05 OCLC 497049195 I Stars II Adoration
- The Spirit of the Storm. Descriptive Song for Bass or Baritone. Text: Wilfrid Mills, Novello and Co, London, 1903 OCLC 497049221
- Song of Hope, Song, Text: J.K. Noel, Novello and Co, London, 1903 OCLC 497049142 1908 OCLC 497049167
- King Conor, Ballade für Baritonsolo, Chor und Orchester, auf einer irischen Legende beruhend, Text: T.D. Sullivan, Novello and Co, London, 1904 OCLC 497048489 (Digitalisat beim IMSLP)
- Roses, Song mit obligater Violine, Text: J. Routledge, Novello and Co, London, 1905 OCLC 497048934 Les Roses op. 22, Bearbeitung für Cornet à piston und Klavier, Novello and Co, London, 1908 OCLC 497048978.
- The whaler, W. Morley & Co, 1906 OCLC 221684719
- The Little Dutch Tile. Song, Text: F.E. Weatherly, Novello and Co, London, 1906 OCLC 497048563
- The Planter, Song, Text: F.E. Weatherley, Novello and Co, London, 1907/09 OCLC 497048760
- If I should tell you, Song, Text: F.E. J. Anthony Mc Donald, Novello and Co, London, 1907 OCLC 497048466
- By the Waters blue or Jack’s Lass, Song, Text: Antony Templemore, Arthur & Co, Birmingham, 1908 OCLC 497048076 David Wilcock, London, 1910 OCLC 1253935347
- Peace I leave with you. Anniversary Hymn, Text: M. Wright, Novello and Co, London, 1908 OCLC 497048753
- Golden Dawn, Song für vierstimmigen, gemischten Chor, Text: E. Oxenford, Reynolds & Co, London, 1908 OCLC 497048330
- An Autumn Reverie für Klavier, Novello and Co, London, 1909 OCLC 497047937
- The Nazarene, Geistliches Lied, Text: Joseph H. Adams, Novello and Co, London, 1909 OCLC 497048724
- A Sunset Vesper, Geistliches Lied, Text: J.A. Avery, Novello and Co, London, 1910 OCLC 497049294
- Let’s pretend.-The Game the Children play at, Rezitation mit Klavierbegleitung, Text: Joseph H. Adams, Novello and Co, London, 1910 OCLC 497048543
- I wonder, Song, Novello and Co, London, 1912 OCLC 497048457 OCLC 942893333
- Masonic Grace. Before (After) Meat, Novello & Co, London, 1916 OCLC 497048668
- Swiss Scenes für Klavier, Walsh, Holmes & Co., 1916 I Morning in the Alps II Lovely Lucerne III The Angelus IV Evening (Digitalisat beim IMSLP)
- Alpine scenes, Miniature suite für Klavier, Lawrence Wright, London, 1920 OCLC 500727849  I Sunrise on Mont Blanc II Forest fairies III The Matterhorn IV An Alpine village festival
- Vox Christi. Hymn, Text: J. Edwards, J. Curwen & Sons, London, 1920 OCLC 497049331 OCLC 497047893
- Spanish Scenes für Klavier, Joseph Adams Music Pub., Birmingham, 1921 OCLC 872979753 I872979753 Granada II Castile III Seville (Digitalisat beim IMSLP)
- A Psalm of Praise, Sacred Cantata, Texte aus der Bibel, W. Paxton & Co, London, 1927 OCLC 497048783 1929 OCLC 498685718
- Sing unto the Lord a new Song. Anthem, W. Paxton & Co, London, 1927 OCLC 497048914
- Beloved, now are we the Sons of God. Quartett, W. Paxton & Co, London, 1927 OCLC 497048806 1928 OCLC 497048026
- Come, silent Night. Song, Text: T. L. Griffiths, W. Paxton & Co, London, 1928 OCLC 497048123
- The Lord is my Light, Anthem, W. Paxton & Co, London, 1928 OCLC 497048889
- The Earth is the Lord’s, Anthem, W. Paxton & Co, London, 1928 OCLC 497048889
- Prairie Murmurs. Intermezzo für Klavier, Novello and Co, London, 1930 OCLC 497048889
- I love thee. 'Tis all that I can say, Song, Novello and Co, London, 1930 OCLC 497048412
- Sacred Songs, W. Paxton & Co, London, 1930 OCLC 497047870
- God so loved the World. Sacred Song,  Novello and Co, London, 1931 OCLC 497048320
- The Divine Comforter. Sacred Song,  Novello and Co, London, 1932 OCLC 497048181 OCLC 83392310
- Great is the Lord, Sacred Cantata für Soli, Chor und Orchester, J. Curwen & Sons, London, 1932 OCLC 497048341 OCLC 1061633566
- Sing for the Joy of Life. La Joie de Vie. Song, Novello and Co, London, 1933 OCLC 497049117
- To-day is mine. Song, Text: A.F. Clee, Novello and Co, London, 1934 OCLC 497049309
- Gethsemane, a sacred cantata for Lent; für Solostimmen (Sopran, Tenor und Bariton) und Chor, interspersed with hymns to be sung by the congregation, Paxton, London, 1935 OCLC 1261697600 OCLC 222142290OCLC 774444494 OCLC 42285429
- Now awakening, Song, Text: G. Eckersley, , Novello and Co, London, 1935 OCLC 497048736
- When in the twilight, Song, Edwin Ashdown, London OCLC 980701249